# محمود سخایی

سرگرد محمود سخایی را روز ۲۸ مرداد سال ۳۲ در کرمان به طرز فجیعی کشتند و مثله کردند

سیدمحمود سخایی کاشانی معروف به سرگرد محمود سخایی (زاده ۱۲۹۶ در کاشان–۲۸ مرداد ۱۳۳۲ در کرمان)، از یاران محمد مصدق و رئیس کل شهربانی کرمان از جانب وی در سال‌های نخست دههٔ سی خورشیدی بود. وی در جریان کودتای ۲۸ مرداد در شهر کرمان، به قتل رسید و مثله شد. وی برادر منوچهر سخایی است.
در نخستین سال‌های پس از انقلاب ۱۳۵۷ ایران خیابانی در شهر تهران واقع در حوالی میدان توپخانه به یاد او (و با یک درجه ارتقا از سرگردی به سرهنگی پس از قتل او به‌دست حامیان مظفر بقایی که از مخالفان مصدق بود) به نام خیابان سرهنگ سخایی نامیده شد.

## سال‌های نخست زندگی
محمود سخایی پس از انجام تحصیلات ابتدایی و متوسطهٔ خویش، به تحصیل نظامی روی آورد. وی در دوران تحصیل دانشجویی ممتاز بود و پس از پایان تحصیل نیز افسری شجاع و لایق به‌شمار می‌رفت. وی از جمله در مسابقه‌های تیراندازی نفر اول ایران شد و همچنین در یکی از نخستین دوره‌های حضور ایران در مسابقات المپیک (1948 لندن) به نمایندگی از ایران به المپیک رفت و همواره لیاقت او موجب حیرت و تشویق فرماندهان بود.

## گرایش چپ‌گرایانه و دوستی با خسرو روزبه
سخایی که از دوران تحصیل نظامی گرایش چپ‌گرایانه پیدا کرده بود، با خسرو روزبه که افسر حزب توده بود و از رهبران شاخهٔ نظامی این حزب به‌شمار می‌آمد، روابط دوستانه‌ای پیدا کرد. هرچند که وی هرگز با روزبه اتفاق نظر کامل پیدا نکرد، هر دو در مورد فساد ارتش که دغدغهٔ همیشگی سخایی بود اتفاق نظر داشتند.
خسرو روزبه حتی در هنگام فرار مشهور و تاریخی خود از زندان، چند روزی هم در منزل سخایی پنهان بود.

## پیوستن به نهضت ملی و حمایت از مصدق
با آغاز نهضت ملی ایران به رهبری محمد مصدق، سید محمود سخایی که گمشدهٔ خود را یافته بود به نیروهای مردمی و ملی پیوست و با شیفتگی تمام به جانبداری از مصدق پرداخت. جوش و خروش و شور او در حمایت بی‌قید و شرط از دکتر مصدق به اندازه‌ای بود که در اندک زمانی خود را به عنوان یکی از حامیان درجهٔ یک مصدق و جنبش ملی مطرح ساخت.
اعتماد متقابل مصدق به وی موجب شد که پس از رویداد ۹ اسفند (ماجرای عزم شاه برای خروج از ایران) او را به ریاست گارد محافظان مجلس شورای ملی منصوب کند. وی در این سمت نقش مؤثری در حفاظت از جان مصدق در مجلس در برابر مخالفان و منتقدان وی ایفا کرد، به‌خصوص که این مخالفان از حمایت رئیس مجلس یعنی آیت‌الله کاشانی نیز برخوردار بودند و به همین پشتوانه بارها در طی جلسه‌های مجلس قصد ورود به بخش تماشاچیان و آسیب رساندن به مصدق را کردند که هر بار با ممانعت گارد مجلس به ریاست سخایی مواجه می‌شدند.
با وجود این انتصاب سخایی با اعتراض گروهی از نمایندگان حامی شاه روبرو شد و حتی کاشانی که رفته رفته از مصدق جدا شد و در کنار شاه قرار گرفت، در اعتراض به این انتصاب، چند جلسه مجلس را تعطیل کرد.
همچنین سخایی در این دوران با حزب ایران همکاری می‌کرد و تلاش فراوانی برای ایجاد سازمان نظامی و هسته‌ای متشکل از افسران برای نهضت ملی نمود.
حسن نیت سخایی نسبت به مصدق به اندازه‌ای بود، که کتابی با عنوان «مصدق و رستاخیز ملت» نوشت.
گفته می‌شود که مصدق در نظر داشت تا پس از همه‌پرسی، سخایی را با ارتقای درجه فرماندار نظامی تهران کند، امّا حساسیت و اهمیت کرمان وی را بر آن داشت تا پیش از آن، وی را به کرمان اعزام کند.

## انتصاب به ریاست کل شهربانی کرمان
استان کرمان و به‌ویژه مرکز آن یعنی شهر کرمان در دوران نهضت ملی به دلیل آن که خاستگاه برخی از اصلی‌ترین سران و بنیانگذاران این نهضت از جمله مظفر بقایی کرمانی و احمد رضوی بود، از حساسیت و اهمیت بسیاری برخوردار بود و به‌خصوص با جدایی بقایی از محمد مصدق اهمیت بیشتر نیز یافته بود.
همین حساسیت و اهمیت موجب شد که مصدق سرگرد پیاده محمود سخایی را که از افسران حامی‌اش بود را با اختیار کامل به ریاست کل شهربانی کرمان منصوب کند، به‌خصوص که همه‌پرسی مصدق پیش رو بود و ظاهراً در هنگام همه‌پرسی قرار بود اغتشاش از کرمان آغاز شود. امّا سرگرد سخایی توانست اوضاع را در کرمان آرام کند و برنامه‌ها و نقشه‌های مخالفان مصدق (به‌ویژه فدائیان بقایی کرمانی) را نقش بر آب کند.

## ۲۸ مرداد ۱۳۳۲ و حمله به شهربانی کرمان
در صبح چهارشنبه ۲۸ مرداد ۱۳۳۲ فریادهای «زنده باد مصدّق، مرگ بر شاه» سر داده شد و با برگشتن ورق در بعدازظهر، تبدیل به «جاوید شاه، مرگ بر مصدّق» شده بود. شماری از مخالفان مصدق که گفته می‌شد هواداران بقایی کرمانی بودند، به طرف شهربانی کرمان راه افتادند تا با سرگرد سخایی برخورد کنند.
رانندهٔ سرگرد سخایی به وی جریان توطئه را اطلاع داده و التماس می‌کند با جیپ پر از بنزین فرار کند اما وی نپذیرفت و به شهربانی کرمان رفت و برای گروهی که در آنجا جمع بودند از آزادگی و مبارزه با بیداد سخن گفت، اما مخالفان امان ندادند و بر سر و رویش ریختند.

## کشته‌شدن سرگرد سخایی
کسانی که با صدای بلند مرگ بر مصدق می‌گفتند وارد اتاق شدند و به سرگرد سخایی حمله کردند. سپس پیکر نیمه‌جانش را از اتاق فرماندهٔ لشکر به پایین پرت کردند.
مهاجمان پای سرگرد سخایی را، با طنابی به انتهای خودروی جیپ نظامی بستند و پیکر وی را تا میدان شهر کرمان (فلکهٔ مشتاق (میدان شهدای کنونی) روی زمین کشیدند و بر تیری چوبی آویختند و «جاوید شاه و مرگ بر مصدق» گویان، در حالی که چوب و چماق‌هایشان را در هوا می‌چرخاندند، به‌دنبال جیپ و پلیس نظامی راه افتادند…
بر سنگ قبر سرگرد سخایی (پیش از آنکه ویران شود) نوشته شده بود:
مقبرهٔ سرگرد سید محمود سخایی، سرباز شهید نهضت ملی ایران، رئیس شهربانی، منتخب دکتر مصدق در استان کرمان که در کودتای ۲۸ مرداد ۱۳۳۲ به‌دست عمال شاه کشته شد …

## ترانهٔ پرستو
ترانهٔ پرستو اشاره به زندگی و مرگ سرگرد محمود سخایی دارد. منوچهر سخایی خواننده و بازیگر سینمای پیش از انقلاب و از قدیمی‌ترین چهره‌های موسیقی پاپ که ۸ اردیبهشت ۱۳۹۰ درگذشت، برادر سرگرد سخایی است و ترانهٔ پرستو را به یاد او خوانده‌است.